# Jelysaweta Kordjum
Jelysaweta Lwiwna Kordjum (ukrainisch Єлизавета Львівна Кордюм; * 3. November 1932 in Kiew, Ukrainische Sozialistische Sowjetrepublik; † 27. April 2024) war eine ukrainische Astrobiologin und Hochschullehrerin. Sie war Leiterin der Abteilung für Zellbiologie und Anatomie des M.-G.-Cholodny-Instituts für Botanik der Nationalen Akademie der Wissenschaften der Ukraine.

## Leben und Werk
Kordjum war die Tochter der Botanikerin Olena Wissjulina und von Lew A. Gordon. Sie studierte an der Staatlichen Universität Kiew, wo sie 1955 einen Abschluss erhielt und 1960 zum Doktor der Philosophie promovierte. Am Botanischen Institut in St. Petersburg promovierte sie 1968 zum Doktor der Naturwissenschaften. Sie trug seit 1986 den akademischen Titel der Professorin.
Sie forschte von 1955 bis 1959 als Nachwuchswissenschaftlerin im Botanischen Garten in Kiew und anschließend bis 1964 im Institut für Botanik in Kiew. Sie war dann dort leitende Wissenschaftlerin und leitete ab 1976 die Abteilung für Zellbiologie und Anatomie. Parallel zu dieser Position arbeitete sie von 1998 bis 2003 als stellvertretende Direktorin für wissenschaftliche Angelegenheiten und von 1998 bis 1999 als stellvertretende Direktorin des Instituts für Botanik an der Nationalen M.-G.-Cholodny-Akademie der Wissenschaften der Ukraine.

## Forschung
Kordjum arbeitete auf dem Gebiet der Weltraum- und Gravitationsbiologie und führt Forschungen zur Pflanzenentwicklung und Anpassung an die Mikrogravitation durch, die die theoretische Grundlage der Weltraumbepflanzung in bioregenerativen Lebenserhaltungssystemen für Astronauten bei Langzeit-Raumflügen, Marsmissionen und Monderkundung ist. Sie wandte zunächst die Methoden der Elektronenmikroskopie an, um die Auswirkungen von Raumfahrtfaktoren auf Pflanzen zu untersuchen, und entdeckte die Schwerkraftempfindlichkeit von Pflanzenzellen, die nicht auf die Wahrnehmung der Schwerkraft spezialisiert sind. Von 1995 bis 1998 arbeitete sie als Wissenschaftlerin des gemeinsamen ukrainisch-amerikanischen Flugexperiments. Die Ergebnisse präsentierte sie in ihrem Buch Plants in Space, welches sie gemeinsam mit dem US-Botaniker David K. Chapman verfasste und welches den IAA-Award 2011 gewann. Seit 1993 leitete sie die Sektion Weltraumbiologie, Biotechnologie und Medizin im Rat für Weltraumforschung der NAS der Ukraine.
Kordjum war Autorin von mehr als 400 wissenschaftlichen Arbeiten (einschließlich 11 Monographien). Seit 2004 war sie Vizepräsidentin der Ukrainischen Gesellschaft für Zellbiologie. Sie war im Editorial Board des Ukrainian Botanical Journal.
Sie war mit dem Genetiker Vitali A. Kordjum verheiratet.

## Auszeichnungen (Auswahl)
- 1979: Staatspreis der UdSSR für Wissenschaft und Technologie
- 1979: M.-Cholodny-Preis der Akademie der Wissenschaften der UdSSR
- 1989, 2003, 2007: Orden der Fürstin Olga[6]
- 1991 bis 2010: Ehrendiplome und Medaillen des American Biographical Institute und der International Biographical Association
- 1998: Gedenkmedaille Yu. V. Kondratyuk
- 2007: Preis der Nationalen Akademie der Wissenschaften der Ukraine
- 2020: Award of International Astronautical Federation “Hall of Fame”

## Veröffentlichungen (Auswahl)
- Biology of Plant Cells in Microgravity and under Clinostating. International Review of Cytology, Volume 171, 1997, S. 1–78.[7]
- mit Dmytro Dubyna: The role of epigenetic regulation in adaptive phenotypic plasticity of plants. Ukrainian Botanical Journal 78(5), 2021, S. 347–359.
- mit K. H. Hasenstein: Plant biology for space exploration – Building on the past, preparing for the future. Life Sciences in Space Research, 2021, 29, S. 1–7.
- mit Sergei Mosyakin, Galina Ivanenko, Yulia Ovcharenko, Vasyl Brykov: Hydropotes of young and mature leaves in Nuphar lutea and Nymphaea alba (Nymphaeaceae): Formation, functions and phylogeny. In: Aquatic Botany, Band 169, 2021, Artikel 103342.